# مشاع شهید کبوتری
مشاع شهید کبوتری روستایی در دهستان ارسک بخش ارسک شهرستان بشرویه استان خراسان جنوبی ایران است.

## جمعیت
بر پایه سرشماری عمومی نفوس و مسکن در سال ۱۳۹۵ جمعیت این روستا ۱۹ نفر (۹خانوار) بوده‌است.